# 牛頭角天主教小學
牛頭角天主教小學（英語：Ngau Tau Kok Catholic Primary School）乃一所位於香港九龍牛頭角上邨已關閉之天主教男女子小學，由瑪利諾會神父於1968年創立，1982年轉交天主教香港教區管理。前校舍位於牛頭角上邨第3座旁，於2003年房委會清拆牛頭角上邨1-5座時被一併清拆。
此校被清拆前早已部署以「分拆再合併」方式搬遷，向政府申請新校舍，並於2000年成功遷往同區另一校舍繼續辦學，並改名樂華天主教小學。牛頭角天主教小學上午校先於2000年遷往樂華天主教小學兼改為全日制，下午校則留於牛頭角續辦亦改為全日制。牛頭角上邨一至五座被香港政府於2002年全部收回準備清拆，牛頭角天主教小學亦於2002年正式併入樂華天主教小學。由是之故，牛頭角天主教小學及樂華天主教小學歷史皆可上溯至瑪利諾會也。

## 簡史
瑪利諾會以基督愛人精神，為牛頭角小童提供教育，故賴存忠神父於1968年9月命謝鳴之神父創辦此校。後改由另一位同是瑪利諾會所訓練的神父劉文修繼任校監。及後因神父們工作繁重，曾由王昌雲先生兼任校監及校長，不過於1976年又由另一瑪利諾會士江天文神父出任校監，及至1982年8月交由天主教香港教區續辦。上午校2000年9月遷往樂華邨同時改名為樂華天主教小學，下午校留守原址同時轉為一所全日制小學。牛頭角天主教小學最後一屆小六學生於2002年畢業，校舍交回香港政府並隨後於2003年開始清拆工程；而未完成課程的學生，則轉入樂華天主教小學繼續學業。至此，此校完成為時兩年的「分拆再合併」遷校計劃。

## 樂華天主教小學校舍
牛頭角天主教小學的後繼校樂華天主教小學校舍現址曾蓋另一所瑪利諾會所創辦之小學庇護十二學校。該校於1979年與復華村一併被清拆，後者後來建成樂華邨，而原庇護十二學校的位置則建成樂華天主教小學，兩者同是原為瑪利諾會所創辦，可謂巧合。

## 歷任校監

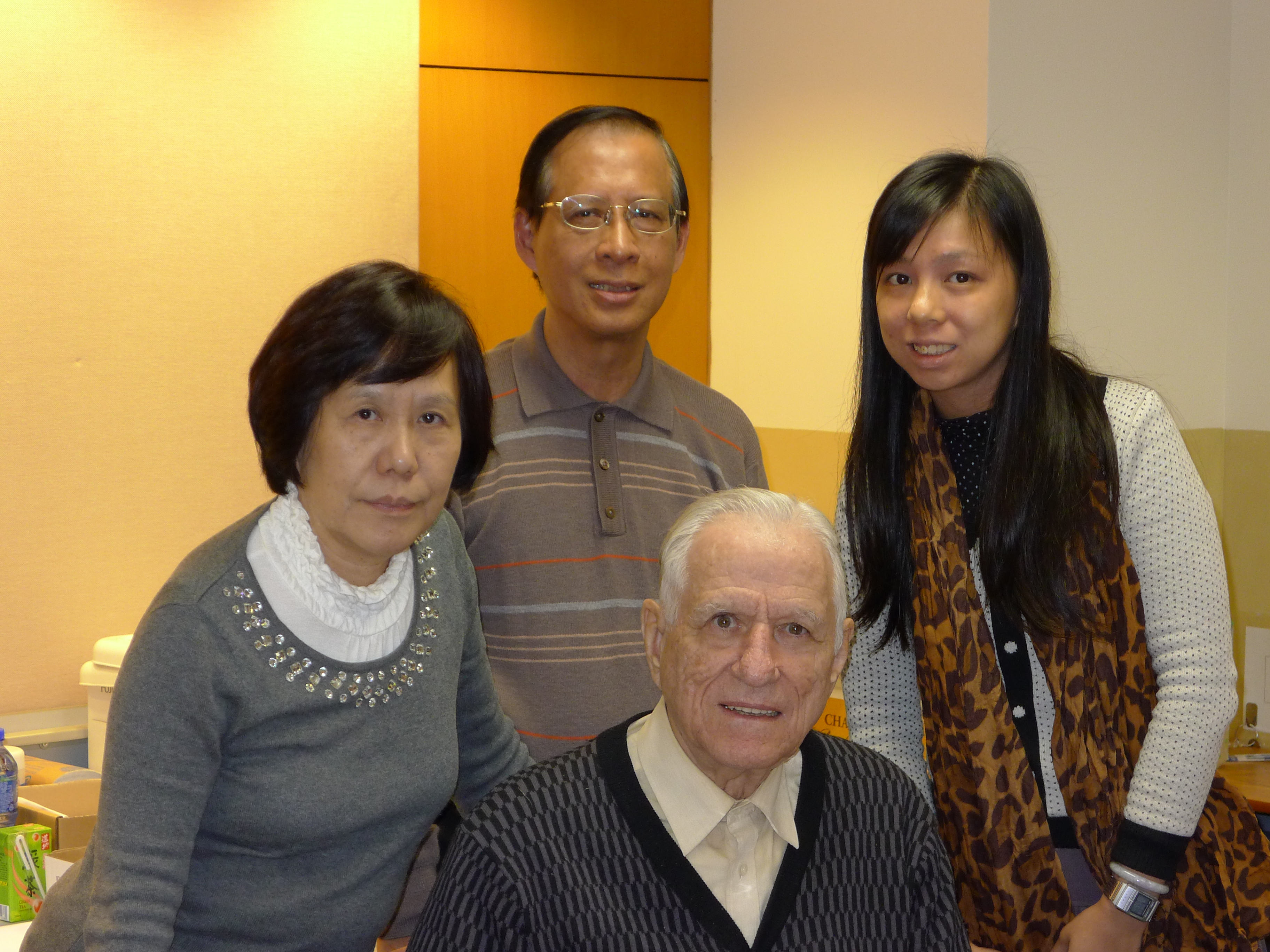
江天文神父與牛天退休老師和校友合照

- 1968年 謝鳴之神父[2]
- 1969 – 1971年 劉文修神父
- 1972 – 1976年 王昌雲先生
- 1976 – 1981年 江天文神父
- 1982 – 1989年 李毓明神父
- 1990 – 1995年 曾偉雄神父
- 1996 – 1998年 馮賜豪神父
- 1998年 陳繼賢先生
- 1999 – 2000年 顧厚德神父
- 2000 – 2012年 李志源神父[3]

## 著名/傑出校友
- 唐劍康(Donald)：香港藝員及香港商業電台節目主持
- 黎國輝（阿感）：香港男演員及節目主持
- 李臻：香港資深新聞工作者及作家[註 1]
- 陳兆焯：正生書院校長
- 龍天生：香港演員及配音員[4]
- 錢國偉：已故無綫電視監製（1976年小六）
- 賴永春：前瑪利諾中學校長暨天主教柏德學校校監（1969年小一肄業，後轉至同系柏德學校）
- 盧世雄：前行政署署長

## 外部連結
- 樂華天主教小學網頁[]